# Kahle Ruellie
Die Kahle Ruellia (Ruellia strepens) ist eine Pflanzenart aus der Gattung Ruellien (Ruellia) in der Familie der Akanthusgewächse (Acanthaceae).

## Merkmale

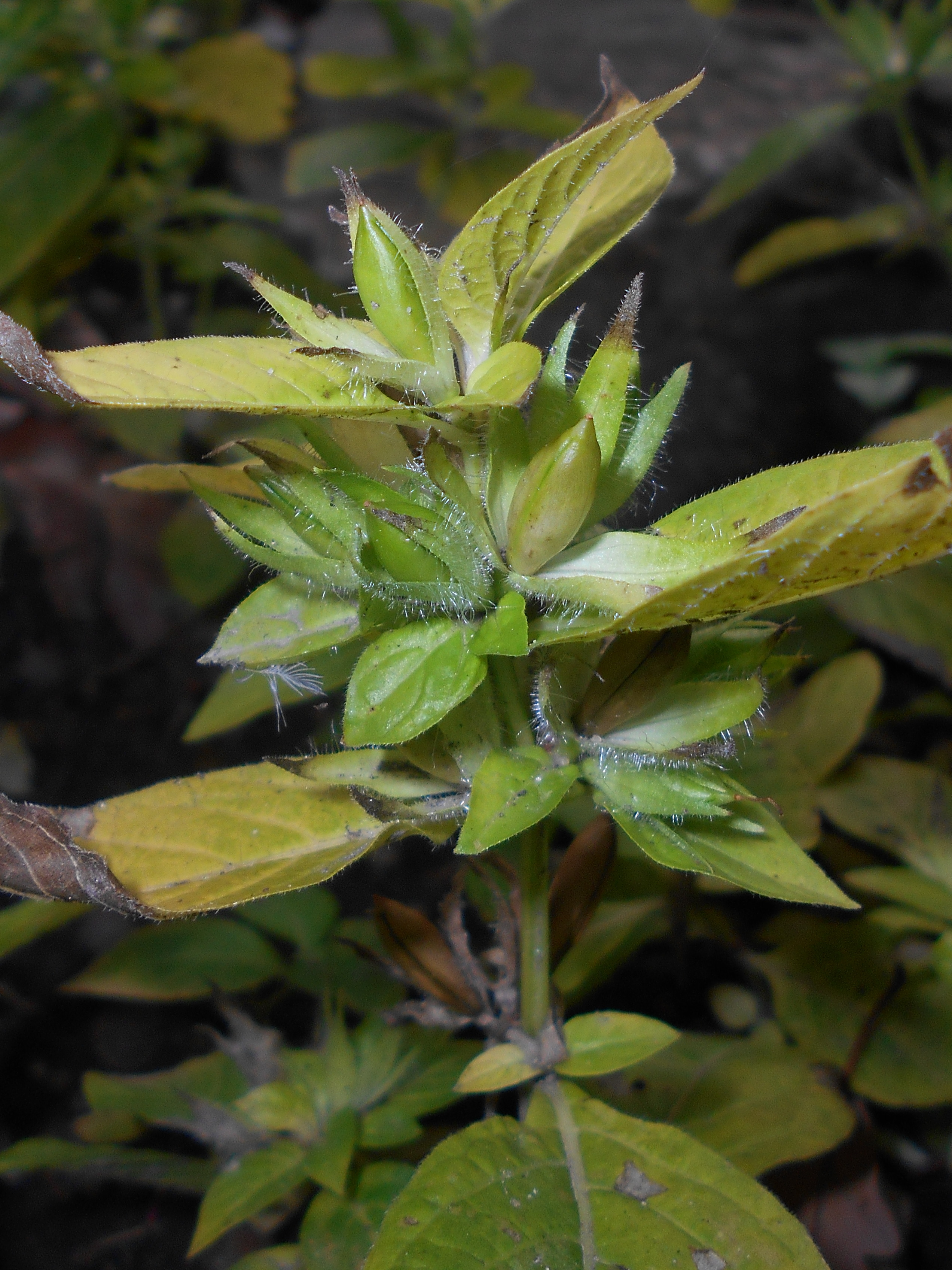
Fruchtstand

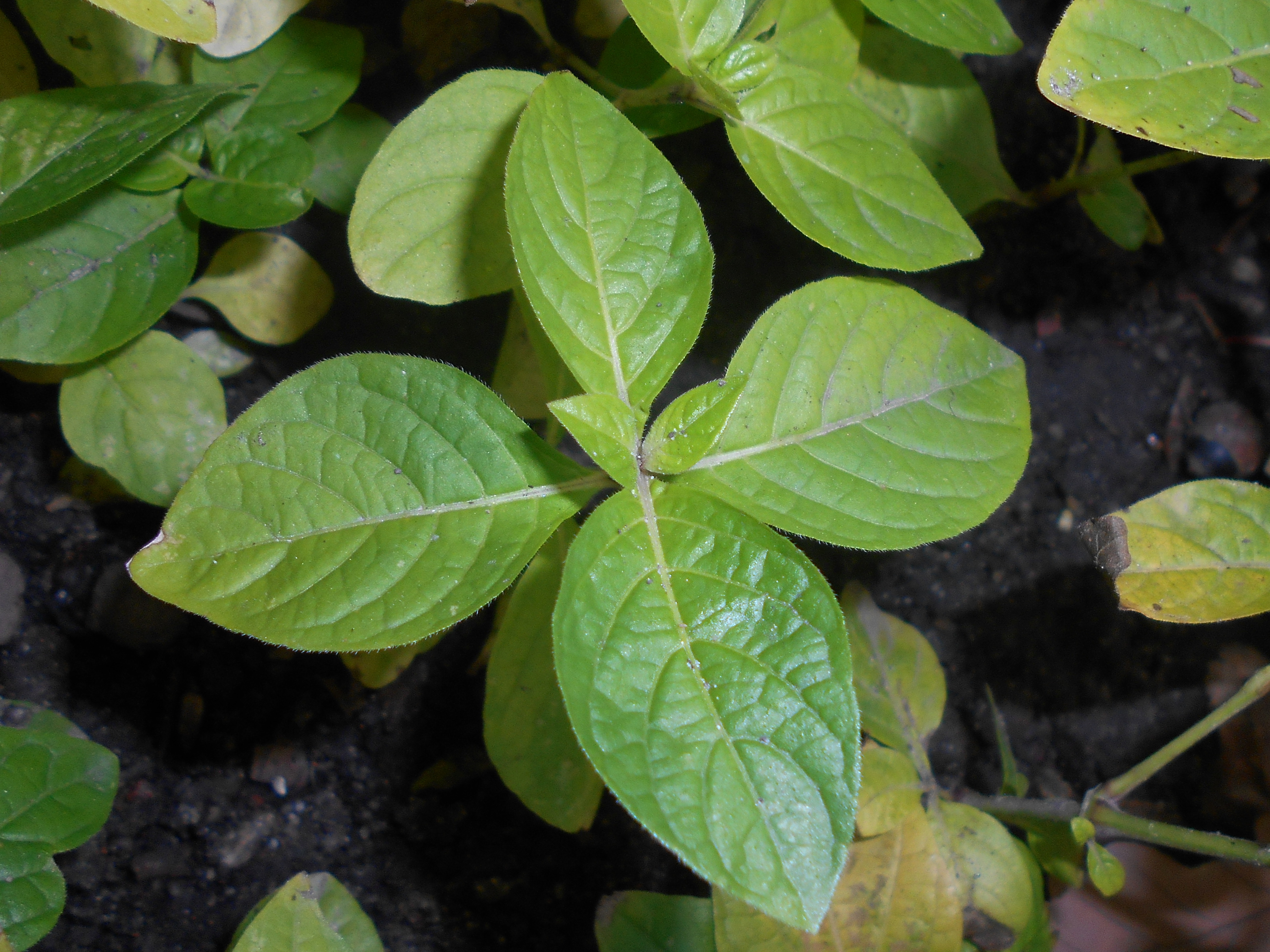
Blätter

Die Kahle Ruellie ist ein ausdauernde, krautige Pflanze oder ein Zwergstrauch. Sie erreicht Wuchshöhen bis 120 Zentimeter. Der kantige Stängel ist während der Fruchtzeit kahl oder nur spärlich behaart. Die gegenständigen Laubblätter sind einfach und gestielt. Sie sind bis 15 Zentimeter lang und 6 Zentimeter breit sowie breit lanzettlich bis breit eiförmig. Der Blattrand ist meist glatt oder schwach gekerbt. Die Blattstiele sind bis 1,5 Zentimeter lang.
Die Blüten stehen einzeln oder zu zweit in den Blattachseln. Die zwittrigen Blüten sind zygomorph und fünfzählig. Die fünf grünen Kelchblätter sind 5 Millimeter lang und an ihrer Basis verwachsen. Die hellblau bis violett gefärbte Krone ist bis zu 5 Zentimeter lang und 4 Zentimeter breit. Die fünf Kronzipfel sind bis 2 Zentimeter lang und lanzettlich. Die Mittelrippe der Kronzipfel ist purpurn. Es sind vier fertile Staubblätter vorhanden. Die weißen Staubfäden sind 1,3 Zentimeter lang und die gelben Staubbeutel sind 3 Millimeter lang. Zwei Fruchtblätter sind zu einem oberständigen Fruchtknoten verwachsen. Der Griffel endet in einer zweilappigen Narbe.
Eine Einzelblüte blüht nur einen Tag, aber eine Pflanze bringt lange Zeit immer neu Blüten hervor. Die Blütezeit reicht von August bis September (in Missouri von Mai bis Oktober).
Die braunen, 2 Zentimeter langen Kapselfrüchte öffnen sich explosionsartig.

## Vorkommen
Die Kahle Ruellie kommt im warmen bis warmgemäßigten östlichen und mittleren Nordamerika in Auenwäldern vor. Das Verbreitungsgebiet reicht von Nebraska und Pennsylvania bis Texas und Florida.

## Taxonomie und Systematik
Die Kahle Ruellie wurde 1753 von Carl von Linné in Species Plantarum Band 2 Seite 634 als Ruellia strepens erstbeschrieben.
Es sind einige Formen bekannt, Julian Alfred Steyermark (in der Flora of Missouri, Iowa State University Press, 1963) listet drei auf:
- Ruellia strepens f. strepens
- Ruellia strepens f. alba Steyermark: Mit einer weißen Krone.
- Ruellia strepens f. cleistantha (A.Gray) S.McCoy: Sie ist kleistogam.

## Nutzung
Die Kahle Ruellie wird selten als Zierpflanze in Rabatten, Naturgärten und Gehölzgruppen genutzt.

## Belege
- Eckehart J. Jäger, Friedrich Ebel, Peter Hanelt, Gerd K. Müller (Hrsg.): Rothmaler Exkursionsflora von Deutschland. Band 5: Krautige Zier- und Nutzpflanzen. Spektrum Akademischer Verlag, Berlin Heidelberg 2008, ISBN 978-3-8274-0918-8.
- Beschreibung und Detailbilder auf missouriplants.com.